# Silver Creek (Nueva York)
Silver Creek es una villa ubicada en el condado de Chautauqua, estado de Nueva York, Estados Unidos. Según el censo de 2020, tiene una población de 2,617 habitantes.
Está ubicada a orillas del lago Erie.

## Geografía
La localidad está ubicada en las coordenadas 42°32′28″N 79°10′8″O / 42.54111, -79.16889 (42.541155, -79.168995).

## Demografía
Según la Oficina del Censo en 2000 los ingresos medios por hogar en la localidad eran de $32,446 y los ingresos medios por familia eran de $38,617. Los hombres tenían unos ingresos medios de $33,889 frente a los $19,464 para las mujeres. La renta per cápita para la localidad era de $15,904. Alrededor del 9.8% de la población estaban por debajo del umbral de pobreza.
De acuerdo con la estimación 2015-2019 de la Oficina del Censo, los ingresos medios por hogar en la localidad son de $59,766 y los ingresos medios por familia son de $71,771. El 13.2% de la población está en situación de pobreza.